# 81. vestlige længdekreds
Den 81. vestlige længdekreds (eller 81 grader vestlig længde) er en længdekreds, der ligger 81 grader vest for nulmeridianen. Den løber gennem Ishavet, Nordamerika, Atlanterhavet, Caribien, Mellemamerika, Sydamerika, Stillehavet, det Sydlige Ishav og Antarktis.